# Isabella zu Dänemark

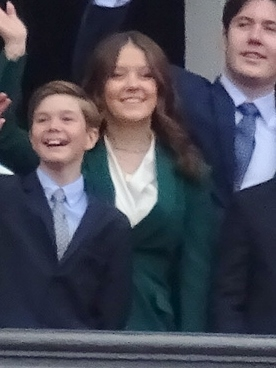
Isabella zu Dänemark (2023)

Isabella Henrietta Ingrid Margrethe, Prinzessin zu Dänemark, Komtess von Monpezat (* 21. April 2007 in Kopenhagen) ist das zweite Kind und die ältere Tochter von König Frederik X. und Königin Mary. Sie ist das vierte Enkelkind sowie die älteste Enkelin von Margrethe II. und ihrem Mann, dem verstorbenen Prinz Henri. Sie ist der erste weibliche Nachwuchs in der dänischen Königsfamilie seit der Geburt ihrer Großtante, Königin Anne-Marie von Griechenland, im Jahr 1946.

## Leben
Prinzessin Isabella wurde im Rigshospitalet, dem Universitätskrankenhaus von Kopenhagen, als Tochter von Kronprinz Frederik und Kronprinzessin Mary geboren. Am 22. April um 12 Uhr mittags wurde von der Sixtus-Batterie auf dem Marinestützpunkt Holmen in Kopenhagen und vom Schloss Kronborg ein Salut mit 21 Kanonen abgefeuert, um die Geburt zu feiern. Isabellas Taufe fand am 1. Juli 2007 in der Kapelle von Schloss Fredensborg statt. Ihre Taufnamen sind Isabella Henrietta Ingrid Margrethe, nach ihrer verstorbenen Großmutter mütterlicherseits, Henrietta Clark Donaldson, nach der Großmutter väterlicherseits, Königin Margrethe, und nach ihrer Urgroßmutter väterlicherseits, Königin Ingrid, sowie möglicherweise nach Isabella von Österreich, Königin von Dänemark (die in Dänemark allerdings als Elisabeth bekannt ist), benannt. Ihre Taufpaten waren die erste Cousine ihres Vaters, Prinzessin Alexia von Griechenland und Dänemark, Königin Mathilde von Belgien (damals Herzogin von Brabant), Nadine Johnston, Christian Buchwald, Peter Heering und Hofjägermeisterin Marie Louise Skeel. Am 13. August 2013 wurde Isabella an der Tranegårdsskolen in Gentofte eingeschult, die auch ihr älterer Bruder besuchte. Am 6. Juni 2015 nahm Isabella ihr erstes offizielles Engagement wahr: Sie taufte eine Fähre, die M/F Prinsesse Isabella, die zwischen Jütland und Samsø verkehrt und nach ihr benannt wurde. Im Januar 2020 begannen Isabella und ihre drei Geschwister einen 12-wöchigen Schulaufenthalt an der Lemania-Verbier International School in Verbier. Der Aufenthalt wurde schließlich abgebrochen und die Geschwister kehrten im März aufgrund der Verschärfung der COVID-19-Situation in Dänemark nach Hause zurück. Am 30. April 2022 wurde sie in der Kirche von Schloss Fredensborg konfirmiert.

## Titel und Thronfolge
Isabella trägt den Titel Ihre Königliche Hoheit Prinzessin Isabella zu Dänemark, Gräfin von Monpezat (dänisch Hendes Kongelige Højhed prinsesse til Danmark, komtesse af Monpezat). Sie ist seit ihrer Geburt Prinzessin von Dänemark und seit dem 29. April 2008 Gräfin von Monpezat, als Königin Margrethe II. den Titel an ihre Nachkommen in männlicher Linie verlieh. Nach ihrem älteren Bruder, Kronprinz Christian, ist sie die Zweite in der dänischen Thronfolge.